# Chiesa di Sant'Anna dei Bresciani
La chiesa di Sant'Anna dei Bresciani, anticamente nota come chiesa dei Santi Faustino e Giovita, era una chiesa di Roma, in Italia, che si trovava nel rione Ponte, alla fine della via dei Bresciani, una traversa della via Giulia. Venne demolita intorno al 1888 durante i lavori di apertura del lungotevere dei Sangallo. Era dedicata a Sant'Anna e, prima ancora, ai martiri Faustino e Giovita, i santi patroni di Brescia. Era infatti la chiesa nazionale dei bresciani nell'Urbe.

## Storia

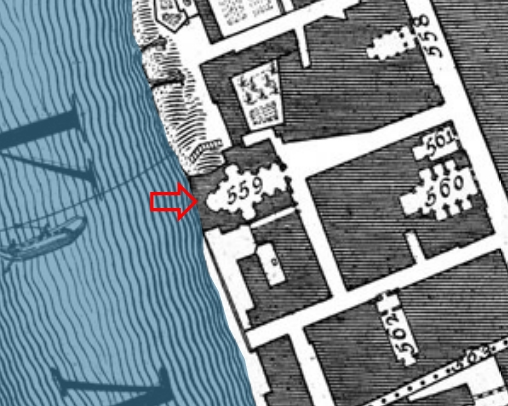
La chiesa (indicata dal numero 559) nella mappa del Nolli.

Questa chiesa trova la sua origine nei piani del papa Giulio II per la sua nuova via Giulia. Nel lato ovest della via, a nord dell'odierna via del Gonfalone, egli voleva costruire un enorme palazzo dei Tribunali per riunire tutte le corti giudiziarie di Roma, ma, sfortunatamente, quando morì, i suoi successori non continuarono il progetto e le opere incompiute del Bramante furono abbandonate. Tra i ruderi del palazzo c'erano anche quelli di una cappella incompiuta, che per anni venne utilizzata per rappresentazioni teatrali.
Una confraternita di bresciani, la Società dei Bresciani, acquistò parte del terreno per costruire una chiesa nel 1575, così come un piccolo ospedale per i pellegrini della sua città natale. La cappella incompiuta venne quindi trasformata, e l'aspetto originale della chiesa, riprendendo le opere bramantesche, doveva richiamare un tempio corinzio rinascimentale.
All'inizio la chiesa venne dedicata ai santi Faustino e Giovita, ma l'edificio venne modificato da Carlo Fontana tra il 1669 e il 1709, e a seguito del rifacimento fu dedicato a Sant'Anna. Il Fontana aveva progettato altre chiese che si affacciavano sulla vicina via Giulia. Nel 1798, durante l'occupazione napoleonica, la chiesa venne spogliata di molti beni preziosi e venne chiusa al culto fino al 1824, quando venne riconsacrata da monsignor Faustino Zucchini. Nel 1849 la chiesa venne usata come caserma dall'esercito della repubblica Romana, pertanto fu chiusa di nuovo tra il 1850 e il 1860 per riparare i danni. Nonostante la chiesa sia stata demolita dopo l'annessione di Roma al regno d'Italia, l'ospedale è ancora presente, nel lato sinistro della strada, in direzione della via Giulia.

## Descrizione

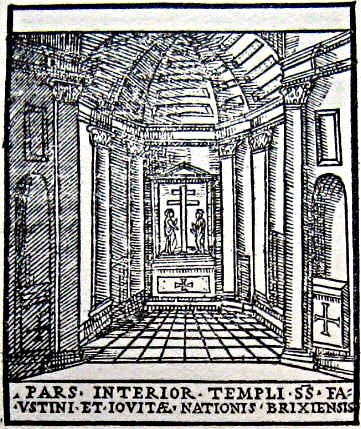
L'interno della chiesa in un'incisione del sedicesimo secolo (1588).

La chiesa aveva un'unica navata, con due cappelle per lato e una crociera quadrata sormontata da una cupola. Ad ogni lato della crociera c'erano due cappelle laterali, che davano alla pianta la forma di una croce latina. Il presbiterio si trovava in un'abside semicircolare che costeggiava il fiume dall'altra parte del muro.
La facciata, che si conosce attraverso le vecchie fotografie e gli studi del Fontana, aveva due piani e un solo ingresso. Il primo era abbastanza semplice, con quattro lesene doriche a coppie che sostenevano una trabeazione con l'iscrizione dedicatoria sul fregio. Tra le coppie c'era l'entrata, che consisteva di due semicolonne ioniche sopra dei plinti che sostenevano un frontone triangolare. Il timpano era decorato con due palme incrociate, un'allusione ai due martiri della dedicazione originale.
Il secondo era più complesso. Presentava tre zone di larghezza uguale e quella centrale era in rientranza. A sinistra e a destra c'erano una coppia di colonne corinzie ciascuna su plinti, alti sopra la trabeazione del primo piano, e piegate agli angoli. Sostenevano una trabeazione interrotta dalla rientranza della zona centrale e, sopra questa, c'era un piccolo frontone triangolare senza cornice e che era appena sostenuto da due pilastri interni da ciascun lato. La gronda aveva cinque asticelle a forma di torce fiammeggianti.
La zona centrale presentava una grande finestra rotonda, che iniziava dalla cornice della trabeazione del primo piano e da lì attraversava il plinto sul quale sorgevano i pilastri del secondo. C'erano un paio di semicolonne corinzie strette che fiancheggiavano la finestra, salendo fino a una coppia di piccoli plinti che sostenevano l'architrave a livello delle basi dei capitelli dei pilastri principali. Sopra questo architrave, che arrivava fino al timpano del frontone, c'era un grande pannello dalla cornice curva, un tondo, che era sostenuto da un paio di putti. Prima della demolizione conteneva solo l'iscrizione DEO SACRVM ("Sacro a Dio"), ma inizialmente vi era dipinto un affresco di Francesco Cozza con i martiri Faustino e Giovita.
All'interno, la pala d'altare con i santi Faustino e Giovita sull'altare maggiore era stata dipinta da Francesco Cozza. L'altare maggiore venne innalzato dal cardinal Lodovico Calini a spese di quest'ultimo. Il primo altare del lato destro era dedicato a sant'Anna e la pala d'altare venne dipinta dal pittore bergamasco Francesco Coghetti, che sostituì un'opera della scuola di Federico Barocci. Il primo altare del lato sinistro ospitava un crocifisso ligneo del secolo sedicesimo. Gli altri due altari erano dedicati a sant'Antonio di Padova e san Nicola, l'uno decorato con un'Immacolata Concezione di Luigi Gentile e l'altro con una tela che rappresentava il miracolo di Gesù che dona la vista a un cieco nato, attribuito a Girolamo Muziano.